# San Antonio (Rocha)
Pour les articles homonymes, voir San Antonio (homonymie).
San Antonio est une localité balnéaire d'Uruguay située dans le département de Rocha.

## Localisation
La localité se situe au sud du département de Rocha, sur les côtes de l'Océan Atlantique. Établie au nord-est de La Paloma, on y accède au niveau du kilomètre 234,5 de la route 10.

## Population
D'après le recensement de 2011, la localité compte 6 habitants.

## Source
- (es) Cet article est partiellement ou en totalité issu de l’article de Wikipédia en espagnol intitulé « San Antonio (Rocha) » (voir la liste des auteurs).